# ケントシン郡
ケントシン郡（ポーランド語: powiat kętrzyński）は、北ポーランドのヴァルミア＝マズールィ県にある地方自治体。ロシアとの国境に位置する。1998年のLocal Government Reorganizationの結果、1999年1月1日に誕生した。郡都で最大の町はケントシンであり、オルシュティンの北東67kmのところに位置する。
郡は合計で1,212.97km2の面積がある。2006年の統計で、郡全体の人口が66,165人である。

## 近隣の郡
東部はヴェンゴジェヴォ郡とギジツコ郡、南部はムロンゴヴォ郡、西部はオルシュティン郡とバルトシツェ郡に接している。また、北部はロシアとの国境である。

## 下位自治体
郡は6つの下位自治体（グミナ）に分割される。（1つの都市、2つの田園都市、3つの田舎）なお、人口順に並べてある。
| 名称                   | 種類     | 面積（km2） | 人口（2006年） | 中心地       |
| ---------------------- | -------- | ----------- | -------------- | ------------ |
| ケントシン             | 都市     | 10.3        | 28,000         |              |
| グミナ・コルシェゼ     | 田園都市 | 249.9       | 10,561         | Korsze       |
| グミナ・レシェル       | 田園都市 | 178.7       | 8,335          | Reszel       |
| グミナ・ケントシン     | 田舎     | 285.7       | 8,285          | ケントシン * |
| グミナ・バルチアヌィ   | 田舎     | 293.6       | 6,735          | Barciany     |
| グミナ・スロコヴォ     | 田舎     | 194.6       | 4,249          | Srokowo      |
| * グミナの一部ではない |          |             |                |              |

## 参照
- ポーランドの公式の人口2006